# Usbekische Fußballnationalmannschaft/Weltmeisterschaften
Der Artikel beinhaltet eine ausführliche Darstellung der usbekischen Fußballnationalmannschaft bei Weltmeisterschaften und den Qualifikationen. Usbekistan konnte sich im Juni 2025 erstmals für eine WM-Endrunde qualifizieren. Zuvor scheiterte die Mannschaft immer in der Qualifikation, an der sie seit 1998 teilnimmt.

## Überblick
| Jahr | Gastgeberland          | Teilnahme bis …    | Letzte(r) Gegner | Ergebnis | Trainer | Bemerkungen und Besonderheiten                                                                                    |
| ---- | ---------------------- | ------------------ | ---------------- | -------- | ------- | --- |
| 1994 | USA                    | nicht teilgenommen |                  |          |         | Der usbekische Verband trat erst nach der Qualifikation der FIFA bei.                                             |
| 1998 | Frankreich             | nicht qualifiziert |                  |          |         | In der Qualifikation in der zweiten Runde an Südkorea, Japan und den Vereinigten Arabischen Emiraten gescheitert. |
| 2002 | Südkorea/Japan         | nicht qualifiziert |                  |          |         | In der Qualifikation in der zweiten Runde an China und den Vereinigten Arabischen Emiraten gescheitert.           |
| 2006 | Deutschland            | nicht qualifiziert |                  |          |         | In der Qualifikation in den Play-offs aufgrund der Auswärtstorregel an Bahrain gescheitert.                       |
| 2010 | Südafrika              | nicht qualifiziert |                  |          |         | In der Qualifikation in der vierten Runde als Gruppenletzter ausgeschieden.                                       |
| 2014 | Brasilien              | nicht qualifiziert |                  |          |         | In der fünften Qualifikationsrunde an Jordanien im Elfmeterschießen gescheitert.                                  |
| 2018 | Russland               | nicht qualifiziert |                  |          |         | In der dritten Qualifikationsrunde am Iran und Südkorea gescheitert.                                              |
| 2022 | Katar                  | nicht qualifiziert |                  |          |         | In der zweiten Qualifikationsrunde wieder an Saudi-Arabien gescheitert.                                           |
| 2026 | Kanada, Mexiko und USA | qualifiziert       |                  |          |         | Als Gruppenzweiter hinter dem Iran für die Endrunde qualifiziert.                                                 |

## WM-Turniere

### Weltmeisterschaften 1930 bis 1954
Usbekistan war Teil der UdSSR, die aber an den ersten drei WM-Turnieren nicht teilnehmen konnte, da sie kein FIFA-Mitglied war, und 1950 sowie 1954 auf die Teilnahme verzichtete.

### Weltmeisterschaften 1958 bis 1990
Die Fußballnationalmannschaft der UdSSR nahm erstmals an der Qualifikation für die Fußball-Weltmeisterschaft 1958 teil, qualifizierte sich auf Anhieb und erreichte das Viertelfinale. Im Kader waren aber nur Spieler von Moskauer Vereinen sowie zwei Spieler von Dynamo Kiew und ein Spieler von Zenit Leningrad. Auch für die WM-Turniere 1962, 1966 und 1070 sowie 1982, 1986 und 1990 konnte sich die UdSSR qualifizieren, Usbeken waren aber nicht Teil der Mannschaften.

### Weltmeisterschaft 1994
Der usbekische Fußballverband wurde zwar bereits 1946 gegründet, und das erste Länderspiel fand 1992 statt als sich die Sowjetunion in mehrere Staaten aufgeteilt hatte. Aber erst 1994, also nach Beginn der Qualifikation für die WM in den USA, trat der Verband der FIFA bei.

### Weltmeisterschaft 1998
In der Qualifikation für die zweite WM in Frankreich gelangen in der ersten Runde fünf Siege gegen den Jemen, Indonesien sowie Kambodscha und nur beim 1:1 im Jemen wurde ein Punkt abgegeben. Als Gruppensieger wurde damit die zweite Runde erreicht. Hier konnte aber nur das Heimspiel gegen Kasachstan gewonnen werden und noch drei Remis erreicht werden. Damit reichte es hinter Südkorea, Japan und den  Vereinigten Arabischen Emiraten nur zum vierten Platz vor den Kasachen.

### Weltmeisterschaft 2002
Für die erste WM in Asien konnte sich Usbekistan bei Turnieren daheim und in Jordanien in der ersten Qualifikationsrunde gegen Jordanien sowie Turkmenistan und Taiwan durchsetzen. In der zweiten Runde waren dann China und die Vereinigten Arabischen Emirate stärker und nur Katar und der Oman schwächer, so dass die Usbeken als Gruppendritte ausschieden. Immerhin konnten sie im letzten Spiel Gruppensieger China die einzige Niederlage beibringen. Da sie aber das vorletzte Spiel gegen den Oman verloren hatten, für den dies der einzige Sieg war, hatte der Sieg gegen China keinen Effekt.

### Weltmeisterschaft 2006
In der Qualifikation für die zweite WM in Deutschland war Usbekistan per Freilos direkt für die zweite Runde qualifiziert. Dort konnte sich Usbekistan in der Gruppe 2 der Asien-Zone gegen den Irak, Palästina und Taiwan mit fünf Siegen und einem Remis im ersten Spiel als Gruppensieger für die dritte Runde qualifizieren. Hier waren Saudi-Arabien und Südkorea stärker und nur Kuwait schwächer, gegen das im letzten Spiel der einzige Sieg gelang. Hierdurch qualifizierten sie sich aber für die Play-off-Runde gegen Bahrain. Das erste Spiel am 3. September 2005 in Taschkent wurde mit 1:0 gewonnen, aber wegen eines Fehlers von Schiedsrichter Yoshida (Japan) am 6. September annulliert. In der 39. Minute hatte Usbekistan beim Stand von 1:0 einen weiteren Treffer per Elfmeter erzielt. Der Schiedsrichter erkannte diesen Treffer wegen eines Regelverstoßes durch den ausführenden Spieler nicht an. Statt jedoch den Elfmeter wiederholen zu lassen, entschied er auf indirekten Freistoß für Bahrain. Das Wiederholungsspiel endete 1:1 und das Rückspiel in Bahrain torlos, wodurch sich Bahrain aufgrund der Auswärtstorregel für die Play-off-Spiele gegen Trinidad & Tobago, den Vierten der Nord-/Mittelamerika-Qualifikation qualifizierte, darin aber auch scheiterte.

### Weltmeisterschaft 2010
In der Qualifikation für die erste WM in Afrika traf Usbekistan in der ersten Runde auf Taiwan und gewann mit 9:0 und 2:0. Damit waren sie direkt für die dritte Runde qualifiziert. Hier gewannen sie das Heimspiel gegen Saudi-Arabien sowie beide Spiele gegen Singapur und den Libanon, womit sie aufgrund der mehr erzielten Tore vor den punkt- und tordifferenzgleichen Saudis Gruppensieger wurden, gegen die sie das letzte Spiel mit 0:4 verloren hatten. In der vierten Runde konnten sie dann nur das Heimspiel gegen Katar mit 4:0 gewinnen und in Japan ein 1:1 erreichen. Da die anderen Spiele verloren wurden, schieden sie als Gruppenletzte aus.

### Weltmeisterschaft 2014
In der Qualifikation für die WM in Brasilien traf Usbekistan in der zweiten Runde auf Kirgisistan und gewann mit 4:0 und 3:0. In der dritten Runde trafen die Usbeken auf den Japan, Nordkorea und Tadschikistan. Sie gewannen die fünf Spiele, davon vier mit 1:0, und mussten nur beim 1:1 im Heimspiel gegen Japan einen Punkt abgeben, so dass sie Gruppensieger wurden. In der vierten Runde waren der Iran, Südkorea, Katar und der Libanon die Gegner. Die Usbeken gewannen vier Spiele, davon drei mit 1:0, spielten zweimal remis und verloren zwei Spiele. Damit waren sie Gruppendritte hinter dem Iran und den punktgleichen Südkoreanern, die die um ein Tor bessere Tordifferenz hatten. Der dritte Platz verhalf aber zum Einzug in die fünfte Runde, wo sie auf den Gruppendritten der Parallelgruppe trafen. Nach zwei 1:1-Remis gegen Jordanien verloren sie im Elfmeterschießen mit 8:9. Die Jordanier scheiterten dann im interkontinentalen Play-offs an Ex-Weltmeister Uruguay.

### Weltmeisterschaft 2018
In der Qualifikation traf die Mannschaft in der zweiten Runde auf Nordkorea, die Philippinen, Bahrain und den Jemen. Die Usbeken starteten mit einer 2:4-Niederlage in Nordkorea, gewannen aber die anderen sieben Spiele und qualifizierten sich als Gruppensieger für die dritte Runde. Hier trafen sie auf den Iran, Südkorea, Syrien, China und Katar. Die Usbeken gewannen beide Spiele gegen Katar sowie die Heimspiele gegen China und Syrien. Da fünf Spiele verloren wurden und das letzte Spiel daheim gegen Südkorea torlos endete, verpassten sie als Gruppenvierte die direkte Qualifikation um zwei Punkte und das Spiel um das fünfte asiatische WM-Ticket aufgrund der schlechteren Tordifferenz gegenüber den punktgleichen Syrern, die dann aber an Australien scheiterten.

### Weltmeisterschaft 2022
In der Qualifikation für die Winter-WM in Katar mussten die Usbeken erst in der zweiten Runde antreten und trafen dabei auf Saudi-Arabien, Palästina, Singapur und den Jemen. Die Usbeken verloren in Palästina und beide Spiele gegen Saudi-Arabien. Da reichten die Siege in den restlichen fünf Spielen nur zum zweiten Platz und als zweitschlechtester Gruppenzweiter verpassten sie die dritte Runde.

### Weltmeisterschaft 2026
Für die erste WM in drei Ländern – Kanada, Mexiko und den USA – wurde die Zahl der Teilnehmer auf 48 erhöht und den asiatischen Mannschaften drei feste Plätze mehr zugestanden, so dass sich nun acht AFC-Mitglieder direkt qualifizieren können. Eine weitere asiatische Mannschaft nimmt am WM-Play-off-Turnier im März 2026 teil. Usbekistan musste erst in der zweiten Runde in die Qualifikation einsteigen und traf dort zwischen November 2023 und Juni 2024 in Hin- und Rückspielen auf  den Iran, Turkmenistan und Hongkong. Der Iran und Usbekistan trennten sich jeweils remis und gewannen die vier Spiele gegen die beiden anderen Mannschaften, so dass sie am Ende punktgleich waren. Die Iraner hatten aber drei Tore mehr erzielt und waren aufgrund der besseren Tordifferenz Gruppensieger, die Usbeken als Gruppenzweite aber ebenfalls für die dritte Runde qualifiziert. Hier trafen sie zwischen September 2024 und Juni 2025 wieder aufeinander und wieder gab es keinen Sieger in ihren Duellen. Weitere Gegner waren die Vereinigten Arabischen Emirate, Katar, Kirgisistan und Nordkorea. Mit sechs Siegen, drei Remis und einer Niederlage qualifizierten sich die Usbeken als Gruppenzweite erstmals für die WM-Endrunde.